# MMIC

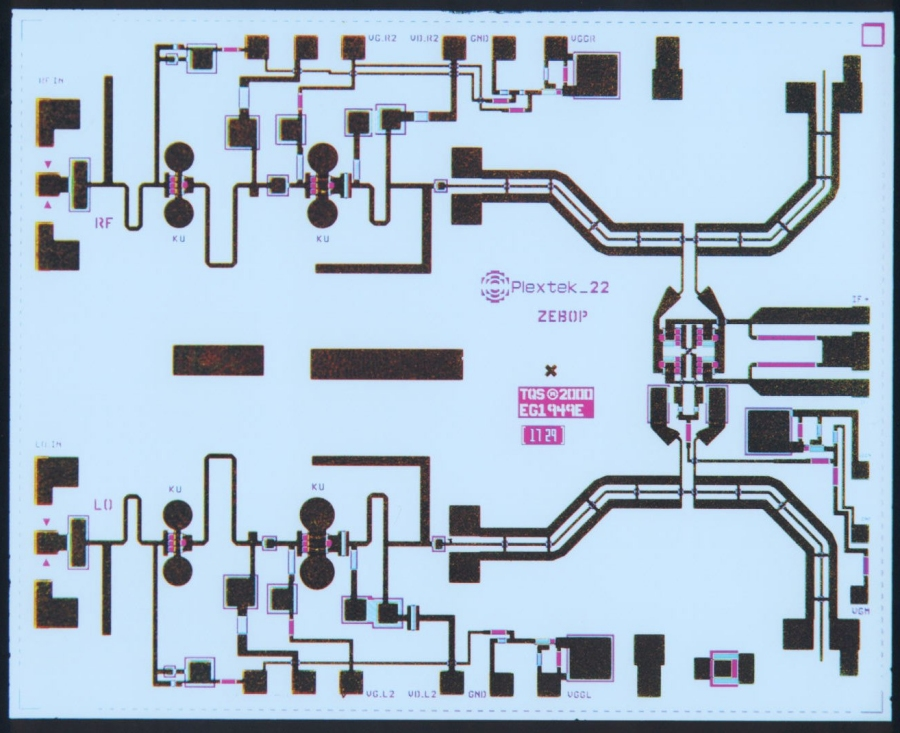
Fotografi av en GaAs MMIC (en 2–18 GHz uppkonverterare)

MMIC, akronym för Monolithic Microwave Integrated Circuit. MMIC är en integrerad analog mikrovågskrets uppbyggd på en enkristallin halvledare, vanligen galliumarsenid eller indiumfosfid. R. S. Pengally betraktas som "uppfinnaren" av MMIC. MMIC kan användas som förstärkare, blandare mm. i mikrovågskretsar.